# بيزو إيرا
بيزو إيرا (بالإنجليزية: Pizzo Erra)‏ هو أحد جبال سلسلة جبال الألب ليبونتيني ويقع في كانتون تيسينو في سويسرا. يحتل المرتبة رقم 334 في قائمة جبال سويسرا من حيث الارتفاع، إذ يبلغ ارتفاعه حوالي 2416 متر، بينما يبلغ ارتفاع نتوء الجبل 300 متر.